# Sunita Williamsová
Sunita Lyn Williamsová (* 19. září 1965 Euclid, Ohio) je americká astronautka, 451. člověk ve vesmíru a bývalá vojenská pilotka. Držitelka rekordu v celkové délce vykonaných výstupů do vesmíru mezi ženami. Mezi prosincem 2006 a červnem 2007 absolvovala kosmický let na Mezinárodní vesmírnou stanici (ISS) jako členka Expedice 14 a navazující Expedice 15. V červenci 2012 odletěla na stanici znovu jako členka Expedice 32 a 33. I při svém třetím letu v červnu 2024 zamířila na ISS na několik dní v testovací misi Boeing Crew Flight Test. Kvůli problémům s lodí Starliner se ale její let prodloužil do řádné Expedice 72, takže se zpět na Zemi dostal až v polovině března 2025 v lodi v posádce SpaceX Crew-9.

## Mládí a vzdělání
Williamsová se narodila v Euclidu v Ohiu, po svých rodičích má indické a slovinské kořeny. Dětství a mládí prožila v Needhamu ve státě Massachusetts.
Po maturitě na Needham High School v roce 1983 získala o 4 roky později bakalářský titul ve fyzikálních vědách na Námořní akademii USA (United States Naval Academy) a v roce 1995 také titul magisterský v oboru inženýrského managementu na Floridském technologickém institutu.

## Vojenská kariéra
Od května 1987 sloužila ve vojenském námořnictvu, zprvu na Velitelství námořního pobřežního systému (Naval Coastal System Command), kde prošla potápěčským výcvikem, a později na Velitelství námořního leteckého výcviku (Naval Air Training Command), kde se v červenci 1989 stala námořním letcem.
Jako členka 8. letky bojové podpory vrtulníků (HC-8) v Norfolku ve Virginii absolvovala zahraniční mise ve Středozemním moři, Rudém moři a Perském zálivu v rámci operací Desert Shield a Provide Comfort. V září 1992 byla velící důstojnicí jednotky H-46 vyslané do Miami na Floridě na pomoc při hurikánu Andrew na palubě USS Sylvania. V roce 1993 absolvovala výcvik ve Škole testovacích pilotů amerického námořnictva (U.S. Naval Test Pilot School) a poté létala zkušební lety na řadě letounů, byla také leteckou instruktorkou. Má nalétáno více než 3 000 hodin ve více než 30 typech letadel.
V době výběru mezi astronauty sloužila na letadlové lodi USS Saipan jako letecká manipulantka a asistentka šéfa letectva.

## Kariéra v NASA
V červnu 1998 byla v 17. náboru vybrána mezi astronauty NASA. Zahájila roční kosmonautický výcvik a v srpnu 1999 získala kvalifikaci „letová specialistka“. Během letu Expedice 1 na ISS působila v Moskvě jako představitelka NASA u Roskosmosu. Po návratu do Houstonu se věnovala práci v oddělení vyvíjejícím pro ISS robotické manipulátory.

### 1. kosmický let – STS 116/117 na ISS

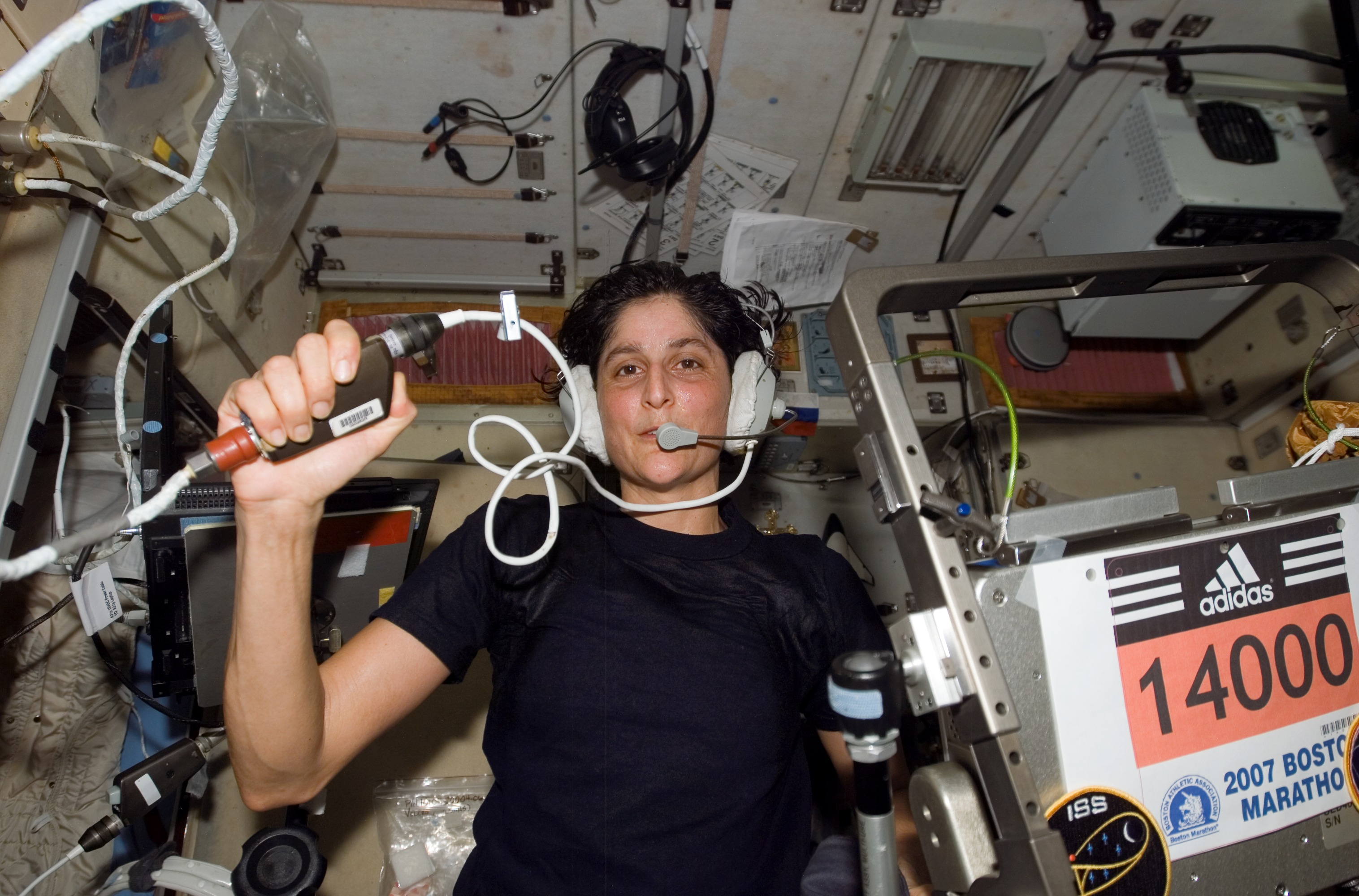
Williamsová při svém maratónském běhu na ISS 16. dubna 2007

V listopadu 2002 byla zařazena do záložní posádky Expedice 10. Po havárii Columbie bylo složení posádek měněno, nakonec byla v prosinci 2003 určena do Expedice 12 jako vědecká pracovnice. Po dalším odložení letů raketoplánu byla Expedice 12 omezena na dva členy a Williamsová z ní vypadla. Nakonec byla v květnu 2006 zařazena do Expedice 14.
Do vesmíru odstartovala 10. prosince 2006 na palubě raketoplánu Discovery (let STS-116). Na stanici ISS vystřídala Thomase Reitera, aby se připojila k členům Expedice 14 (Michael López-Alegría a Michail Ťurin), pracujícím na stanici už od září téhož roku. 
V průběhu letu provedla čtyři výstupy do otevřeného vesmíru o celkové délce 29 hodin 17 minut. Stala se také prvním člověkem, který ve vesmíru absolvoval maratónský běh, když trasu dlouhou přes 42 kilometrů zvládla 16. dubna 2007 uvnitř stanice na běžeckém pásu v čase 4 hodin, 24 minut a 10 sekund. Williamsová přitom byla uvedena na startovní listině souběžně konaného Bostonského maratonu 2007, na který se kvalifikovala v lednu 2006 výkonem 3 hodiny 29 minut a 57 sekund dosaženým na maratonu v Houstonu. Na počest Expedice 14 obdržela v Bostonu od organizátorů startovní číslo 14000 a na Zemi s ní – kromě 24 tisíc dalších účastníků – běžely také její sestra Dina Pandya a kolegyně, astronautka Karen Nybergová.
V dubnu 2007 Lopeze-Alegriu a Ťurina v posádce ISS vystřídali Fjodor Jurčichin a Oleg Kotov, čímž byla zahájena Expedice 15. Williamsová zůstala na stanici do června 2007, kdy ji odvezl raketoplán Atlantis v letu STS-117.

### 2. kosmický let – Sojuz TMA-05M na ISS
Williamsová v únoru 2008 přešla mezi astronauty-manažery a byla jmenována zástupkyní vedoucího oddílu astronautů (Astronaut Office) NASA. V červnu 2008 se vrátila mezi aktivní astronauty.
Roku 2009 zahájila přípravu k letu jako členka zálohy pro Expedici 30 (start v listopadu 2011) a hlavní posádky Expedice 32 se startem v květnu 2012. Podruhé se tak na stanici ISS vypravila v Sojuzu TMA-05M 15. července 2012 společně s Jurijem Malenčenkem a Akihoko Hošidem. O dva dny později se připojili k posádce ISS. Na ISS pracovala čtyři měsíce, od poloviny září jako velitelka Expedice 33. Mezi koncem září a začátkem listopadu uskutečnila další 3 výstupy do volného prostoru o délce celkem 21 hodin a 23 minut (s předchozími 4 výstupy celkem 50 hodin a 40 minut, přičemž se již svým šestým výstupem 5. září 2012 stala držitelkou rekordní kumulativní délky výstupů do vesmíru mezi kosmonautkami a astronautkami; o rekord ji až 30. března 2017 připravila svým osmým výstupem Peggy Whitsonová).
Williamsová s Malenčenkem a Hošidem se v Sojuzu TMA-05M odpojili od stanice 18. listopadu 2012 v 22:26:03 UTC a druhý den v 01:53:30 UTC přistáli v kazašské stepi severovýchodně od Arkalyku, let Sojuzu trval 126 dní, 23 hodin, 13 minut a 27 sekund.

### 3. kosmický let – Boeing Crew Flight Test / SpaceX Crew-9
NASA v červenci 2015 oznámila zařazení Williamsové mezi první astronauty pro americké komerční kosmické lety. Zapojila se proto do přípravy k letům v lodích společností Boeing (Starliner) a SpaceX (Crew Dragon) a v srpnu 2018 byla zařazena na první let Starlineru k Mezinárodní vesmírné stanici, označovaný CTS-1. V dalších letech došlo z různých důvodů k přesunům členů posádek pro úvodní lety a NASA poté 18. dubna 2022 uvedla, že ještě není definitivně rozhodnuto, kdo z kádru astronautů vybraných pro Starliner poletí na testovací let s posádkou a kdo na první operační let Starlineru. Už 16. června ale 2022 agentura potvrdila, že při testovacím letu Boeing Crew Flight Test (Boe-CFT) bude na palubě Starlineru velitel mise Barry Wilmore a právě Sunita Williamsová, která se tak stane první ženou v historii zapojenou do prvního letu zcela nového typu lodi.
Po mnohých odkladech posádka v lodi Starliner Calypso odletěla k ISS 5. června 2024 a o den později se připojila k ISS. Let měl trvat asi 10 dní, během příletu ke stanici však byly zaznamenány potíže pohonného systému, které vedly k opakovanému zpožďování termínu návratu na Zemi a dodatečným testům trysek kvůli jak na lodi připojené ke stanici, tak na identických kusech na Zemi. Na základě výsledků testů a pod tlakem dalšího programu letů k ISS nakonec NASA rozhodla, že Starliner odletí na Zemi prázdný, Wilmore s Williamsovou zůstanou na stanici a po příletu lodi SpaceX Crew-9 se připojí k její posádce (redukované na 2 astronauty) a budou s ní půl roku pracovat jako členové Expedice 72. Tento scénář se naplnil 29. září 2024, kdy na místo uvolněné počátkem měsíce Starlinerem dorazil Crew Dragon a v něm astronaut Nick Hague a kosmonaut Alexandr Gorbunov.
Williamsové prodloužení pobytu navíc už podruhé v kariéře vyneslo jmenování velitelkou ISS – symbolický klíč od stanice převzala 22. září 2024 a jeho držitelkou byla do 7. března 2025.
Během letu také absolvovala s Nickem Hague svůj další výstup do volného prostoru, když 16. ledna přesně 6 hodin strávili údržbou a opravami vnějšku stanice, např. výměnou sestavy gyroskopu rychlosti, instalací záplat pro zakrytí poškození světelných filtrů na rentgenovém teleskopu apod. Williamsová se se započtením předchozích sedmi výstupů dostala na celkovou dobu 56 hodin a 40 minut, což ji posunulo na 11 místo v této disciplíně mezi všemi astronauty a kosmonauty v historii. A když o 2 týdny později absolvovala svůj již devátý výstup o délce 5 hodin a 26 minut a dobu strávenou ve volném prostoru zvýšila na 62 hodin a 6 minut, dostala se nejen na celkové čtvrté místo tohoto žebříčku, ale současně nejvýše mezi ženami, když z vedení odsunula Peggy Whitsonovou se 60 hodinami a 21 minutami. Mimo stanici ji při tomto již devátém výstupu doprovodil Barry Wilmore, aby společně především odstranili sestavu radiofrekvenční skupinové antény z příhradové konstrukce stanice a odebrali k pozdější analýze vzorky povrchového materiálu z laboratoře Destiny a přechodové komory Quest.
Jen pár desítek hodin poté, co na ISS dorazili její nástupci v lodi SpaceX Crew-10, odletěla 18. března 2025 kompletní, čtyřčlenná posádka Crew-9 zpět na Zemi. Když později téhož dne přistála z břehů Floridy, zapsala si Williamsová, stejně jako kolega ze Starlineru Wilmore, do statistik 286 dní, 7 hodin a 5 minut letu. To je zařadilo na společné 18. a 19. místo tabulky nejdelších jednotlivých letů v historii kosmonautiky. A do historických tabulek se oba zapsali ještě jednou – jako první z již více než 600 astronautů a kosmonautů se mohou chlubit tím, že při svých misích postupně letěli celkem 4 různými typy kosmických lodí. Nejprve americkým raketoplánem Space Shuttle, pak ruským Sojuzem a nakonec oběma americkými komerčními kosmickými loděmi Starliner a Crew Dragon. Unikátnost takového stavu lze doložit tím, že pouze 9 dalších astronautů absolvovalo let ve 3 typech technologie.

## Osobní život
Je provdána za Michaela J. Williamse, federálního policistu v Texasu, s nímž bydlí na předměstí Houstonu. 
Vyznává hinduismus. Na svůj první let v roce 2006 si na ISS vzala výtisk Bhagavadgíty, jedné z nejvýznamnějších posvátných knih hinduismu. Při druhém letu v roce 2012 s sebou měla kopii Upanišad, staroindických nábožensko-filozofických literárních děl, a poslala zpět na Zemi přání ke slavnosti Díválí. Po svém prvním letu také navštívila ášram Sabarmati a vesnici svých předků Jhulasan v západoindickém svazovém státě Gudžarát. Při té příležitosti jako historicky první osoba indického původu, která ale nebyla indickým občanem, obdržela od Světové gudžarátské společnosti cenu pojmenovanou po Sardáru Vallabhbhái Patelovi, jednom ze zakladatelů samostatné Indické republiky. Několikrát navštívila také Slovinsko.
Výbor veřejných škol města Needhamu, v němž Williamsová vyrůstala, schválil v červnu 2017 záměr pojmenovat po ní novou základní školu ve městě.